# Candia Lomellina
Pour les articles homonymes, voir Candia.
Candia Lomellina (Candie Lomelline en français) est une commune italienne de la province de Pavie, dans la région Lombardie.

## Histoire
En 1635, durant la guerre de Trente Ans, siège de Candia.

## Administration
| Période                                  | Période | Identité | Étiquette | Qualité |
| ---------------------------------------- | ------- | -------- | --------- | ------- |
|                                          |         |          |           |         |
| Les données manquantes sont à compléter. |         |          |           |         |

### Hameaux
Terrasa.

### Communes limitrophes
Breme, Casale Monferrato, Cozzo, Frassineto Po, Langosco, Motta de' Conti, Valle Lomellina.